# باب ادواردز
باب ادواردز (انگلیسی: Bob Edwards؛ ۱۶ مهٔ ۱۹۴۷ – ۱۰ فوریهٔ ۲۰۲۴) مجری رادیو و روزنامه‌نگار اهل ایالات متحده آمریکا بود.
وی همچنین برندهٔ جوایزی همچون جایزه پیبادی شده‌است.